# 狹翼魚龍科
狹翼魚龍科（Stenopterygidae）是魚龍目的一科，是群已滅絕海生爬行動物，外表類似魚類。狹翼魚龍科與其他魚龍類的差別在於鰭狀肢骨頭的排列方式，以及鰭與身體的接觸面較寬。